# LDN
«LDN» (abreviatura de Londres, y pronunciado como Londres) es una canción de la cantante británica Lily Allen, incluida en su primer álbum de estudio Alright, Still, de 2006. Coescrita por la misma intérprete con Future Cut y Tommy McCook. El tema mezcla los estilos musicales ska-pop con reggae-merengue y partes de porro, un ritmo de la música colombiana. La canción fue originalmente lanzada como una edición limitada en vinilo 7", limitada a solo 500 copias en el Reino Unido, el 24 de abril de 2006, acompañada con la canción "Knock'em out". Fue relanzado en septiembre del mismo año, dado el éxito del sencillo Smile. La canción es usada como banda sonora de la película The Nanny Diaries.

## Sencillo
LDN es la abreviatura de Londres (en inglés: London). La letra de la canción es la descripción de lo que Lily ve mientras pasea con su bicicleta a través de la ciudad de Londres. Hay varias descripciones de la vida de la ciudad, diciendo que las cosas no son como aparentan. Como dice la letra "Cuando ves con tus ojos, todo parece agradable, pero si miras dos veces puedes ver que todo son mentiras".

## Video
Se lanzaron dos videos de la canción, el primero para promover la salida del vinilo 7", y el segundo para promover el relanzamiento.
- El primer video, muestra a Lily paseando en su bicicleta a través de Londres. Muestra aspectos muy positivos de la ciudad, mostrándola tomándose amablemente una foto con un policía, comiendo un helado y relajándose en el parque, y viendo a la gente divirtiéndose. Después entra a una estación de metro y sale frente a un palacio, al que le da vuelta, y termina paseando por las calles.

- El segundo video fue producido para ser más acorde con la letra de la canción. Comienza con Lily, que trae puesto un vestido rojo, en una tienda de discos, usando de canción de fondo a "Friend of mine", también de álbum, después sale y camina y baila a través del centro de Londres. Ella recibe una llamada telefónica, probablemente de su novio, y mientras camina, delante de ella se ve un colorido Londres, donde todo se ve fantástico, y detrás se ve más oscuro, y mostrando una realidad, con una violenta y desagradable ciudad. Por ejemplo, se ve una anciana caminando con dificultades, y un niño se acerca a ayudarla, pero cuando pasa Lily, se ve que el niño la golpea y trata de asaltarla. Al final recibe otra llamada de su novio, cancelando la cita, entonces todo se hace más oscuro y depresivo.

## Formatos y contenido
| CD1 (UK, re-release) 1. «LDN» 2. «Nan You're a Window Shopper» (Parodia de la canción de 50 Cent "Window Shopper") 3. «A New Flame» 4. «LDN!It's Simply Red» CD2 (UK, re-lanzamiento) 1. «LDN» 2. «Naive» 3. «LDN» (Warbox Original Dub) 4. «LDN» (music video) 7" Vinilo (UK, re-lanzamiento) 1. «LDN» 2. «Nan You're a Window Shopper» | 7" Vinilo (UK, lanzamiento original) 1. «LDN» 2. «Knock 'Em Out» CD Sencillo (EU)/Australia 1. «LDN» 2. «Nan You're a Window Shopper» 3. «Naive» 4. «LDN» (Warbox Original Dub) Descarga digital - «LDN» (Live At Bush Hall) - «LDN» (Wookie Mix) - «LDN» (Switch Mix) - «LDN» (South Rakkas Crew Crack Whore Riddim) |

## Posicionamiento
| Lista (2006/2007)                | País          | Mejor posición |
| -------------------------------- | ------------- | -------------- |
| Australian Singles Chart         | Australia     | 39             |
| Irish Recorded Music Association | Irlanda       | 21             |
| Recorded Music NZ                | Nueva Zelanda | 23             |
| Schweizer Hitparade              | Suiza         | 88             |
| Official Charts Company          | Reino Unido   | 6              |